# ۱۱۸۶ (خورشیدی)
۱۱۸۶ هزار و صد و هشتاد و ششمین سال هجری خورشیدی است.

## رویدادها
- ۶ اردیبهشت – ورود میرزا محمدرضا قزوینی، سفیر فتحعلی‌شاه به کاخ ناپلئون بناپارت در فرانسه
- ۱۳ اردیبهشت – امضای قرارداد فین کن اشتاین بین سفیر ایران و وزیر روابط خارجه فرانسه
- ۱۹ اردیبهشت – ابلاغ نامهٔ اعزام ژنرال گاردان به ایران توسط ناپلئون بناپارت

## زادگان
- میرزامحمدتقی‌خان فراهانی معروف به امیر کبیر، (درگذشت: ۱۲۳۰)، صدر اعظم معروف ناصرالدین شاه قاجار و از رجال نامی دوران قاجاریه.
- میرزا آقاخان نوری، (درگذشت: ۱۲۴۳)، از سیاستمداران دوره قاجاریه و دومین صدراعظم ناصرالدین شاه قاجار.
- ۱۴ دی - محمدشاه قاجار، (درگذشت: ۱۲۲۷)، سومین پادشاه سلسله قاجاریه در ایران.